# Vrag iz Jerseyja
Vrag iz Jerseyja (eng. Jersey Devil), poznat i kao Vrag iz Leedsa (eng. Leeds Devil) je legendarno stvorenje koje se, navodno, pojavljuje u šumovitoj divljini Pine Barrensu u New Jerseyju. Često se opisuje kao leteće stvorenje koje ima dvije noge s kopitima. Svi uglavnom govore da liči na klokana s glavom jarca ili konja, da ima krila zmaja ili šišmiša, rogove jarca, kandže i rep zmaja. Ljudi koji su ga vidjeli kažu da se kreće jako brzo i da njegov vrisak ledi krv. Također se pojavljuje i u američkom folkloru.
U vrijeme pojave prvih tvrdnji o postojanju takvog stvorenja nastala je panika među lokalnim stanovništvom, koja je potrajala neko vrijeme.

## Povijest viđenja 1909. godine
Prve prijave o viđenju tzv. Vraga iu Jerseyja dogodile su se u siječnju 1909. godine, a iako izvještaji svjedoka nisu bili usklađeni u svim detaljima, naročito u opisu tobožnje prikaze, ipak se smatralo kako se radi o istoj spodobi. Tijekom sljedežih mjesec dana brojni su očevidci prijavljivali viđenje čudnovate rogate zvijeri koja ih je podsjećala na Sotonu. Među najpoznatije osobe koje su navodne svjedočile viđenju te zvijeri bili su visoki mornarički časnik Stephen Decatur (1779.-1820.) i Joseph Bonaparte (1768.-1844.), nekadašnji kralj Španjolske i brat francuskog cara Napoleona Bonapartea, koji je u to vrijeme živio u SAD-u.
U jeku tih neobičnih svjedočanstva, pojavio se dvojac prevaranata, Jacob Hope i Norman Jefferies koji su tvrdili kako su ulovili to neobično stvorenje. Međutim, obojili su klokana u zelenu boju, posuli ga perjem, privezali mu jelenske rogove ma glavu i prikazivali ga lakovjernim znatiželjnicima kojima su naplaćivali skupe ulaznice za pogled na maskiranog klokana. Njih dvojica su bili uskoro raskrinkani kao varalice, ali i nakon toga javljali su se navodni svjedoci viđenja naobičnog stvorenja.

## Moguća objašnjenja
Na temelju otisaka nogu tog stvorenja, nađenih 1909. godine, tvrdilo se kako se redi o preživjelom pterodaktilu. Drugi su nagađali kako se radilo o velikoj ptici poput ždrala, a treći kako se radilo o nekakvom natprirodnom biću.